# Cryptocephalus macilentus
Cryptocephalus macilentus es una especie de insecto coleóptero de la familia Chrysomelidae.
Fue descrita científicamente en 2001 por Lopatin.